# Nacerddine Hallil
Nacerddine Hallil, född 10 april 1988 i Algeriet, är en svensk friidrottare (medel- och långdistanslöpare) tävlande för Hässelby SK. Han vann SM-guld utomhus på 5 000 meter år 2012 och inomhus på 1 500 meter åren 2012 och 2013 samt 3 000 meter 2013.

## Personliga rekord
| Utomhus - 800 meter – 1:49,12 (Stockholm 9 juni 2012) - 800 meter – 1:50,99 (Stockholm 31 juli 2009) - 1 500 meter – 3:36,84 (Oslo, Norge 7 juni 2012) - 3 000 meter – 7:53,01 (Oslo, Norge 24 maj 2012) - 5 000 meter – 13:42,17 (Göteborg 14 juni 2012) - 10 km landsväg – 29:58 (Stockholm 16 oktober 2011) | Inomhus - 1 500 meter – 3:42,21 (Stockholm 23 februari 2012) - 3 000 meter – 7:52,07 (Stockholm 21 februari 2013) |

### Fotnoter
1. ↑  ”Stora SM 2012, dag 2”. swedishtiming.se. Arkiverad från originalet den 30 augusti 2012. https://web.archive.org/web/20120830084623/http://www.swedishtiming.se/resultat/120825.htm. Läst 16 april 2013.
2. ↑  ”Stora SM 2012, dag 3”. swedishtiming.se. Arkiverad från originalet den 15 december 2012. https://web.archive.org/web/20121215070334/http://www.swedishtiming.se/resultat/120826.htm. Läst 16 april 2013.
3. 1 2 3 4  ”Terräng-SM 2012”. smfriidrott.com. Arkiverad från originalet den 11 juni 2013. https://web.archive.org/web/20130611223723/http://www.smfriidrott.com/tavling/terr%C3%A4ng-sm-2012/resultat. Läst 16 april 2013.
4. 1 2  ”Terräng-SM 2013”. idrottonline.se. Arkiverad från originalet den 26 november 2015. https://web.archive.org/web/20151126043823/http://www5.idrottonline.se/FaluIK-Friidrott/TerrangSM2013/. Läst 10 november 2015.
5. 1 2  ”Stafett-SM 2012”. trackandfield.se. Arkiverad från originalet den 19 november 2015. https://web.archive.org/web/20151119081103/http://www.trackandfield.se/resultat/2012/120908_09.htm. Läst 17 april 2013.
6. 1 2  ”Stafett-SM 2013”. huddinge-friidrott.org. Arkiverad från originalet den 4 mars 2016. https://web.archive.org/web/20160304222253/http://www.huddinge-friidrott.org/tavlingar/13/stafettsm/resultat.htm. Läst 29 maj 2013.
7. 1 2  ”Stafett-SM 2014” (pdf). idrottonline.se. Arkiverad från originalet den 2 april 2015. https://web.archive.org/web/20150402184643/http://www3.idrottonline.se/ImageVaultFiles/id_595198/cf_69694/resultat2014-05-27_2.PDF. Läst 25 mars 2015.
8. ↑  ”Stora inne-SM 2012, resultat”. trackandfield.se. Arkiverad från originalet den 4 mars 2016. https://web.archive.org/web/20160304224853/http://www.trackandfield.se/Resultat/2012/120218_19.htm. Läst 19 juli 2012.
9. 1 2  ”Stora inne-SM 2013, resultat”. trackandfield.se. Arkiverad från originalet den 20 februari 2013. https://web.archive.org/web/20130220083140/http://www.trackandfield.se/Resultat/2013/130215.htm. Läst 18 februari 2013.
10. ↑  ”Stora inne-SM 2016, resultat”. livetiming.se. http://livetiming.se/track/ism16/. Läst 26 maj 2016.
11. 1 2 3 4 5 6 7 8 9  ”Personsida på IAAF:s webbplats” (på engelska). iaaf.org. http://www.iaaf.org/athletes/algeria/necerddine-hallil-208611. Läst 17 oktober 2018.
12. ↑  ”Från diskning till SM-guld – Hallils sköna revansch”. springlfa.se. 19 februari 2012. Arkiverad från originalet den 25 juni 2016. https://web.archive.org/web/20160625150402/http://springlfa.se/fran-diskning-till-sm-guld-hallils-skona-revansch/. Läst 19 juni 2016.